# Principia Mathematica (Russell-Whitehead)
Els Principia Mathematica és una obra en tres volums sobre els fonaments de la matemàtica, escrita per Alfred North Whitehead i Bertrand Russell i publicada entre 1910 i 1913. El seu objectiu és derivar totes les veritats matemàtiques a partir d'un conjunt ben definit d'axiomes i regles d'inferència de la lògica simbòlica. Els Principia es consideren una de les obres més importants de la lògica matemàtica.
Una de les principals motivacions de l'obra foren els treballs de Frege sobre teoria de conjunts, en els quals Russell descobrí certes contradiccions. Aquestes contradiccions foren superades en els Principia amb un complex sistema de tipus: un conjunt té un tipus superior als seus elements i no és acceptable parlar de «conjunt de tots» els conjunts i construccions semblants que duen a paradoxes (vegeu paradoxa de Russell).
Els Principia només tracten de teoria de conjunts, nombres cardinals, nombres ordinals i nombres reals. Malgrat que el camp de l'anàlisi real no hi és inclòs, al final del tercer volum ja és evident que una gran part de tota la matemàtica coneguda es pot desenvolupar en principi a partir del formalisme establert per Russell i Whitehead. El projecte inicial incloïa un quart volum sobre els fonaments de la geometria, però els autors l'abandonaren per «esgotament intel·lectual».

## El problema de la consistència
Malgrat l'enorme esforç de fonamentació de la matemàtica, els Principia encara deixaven algunes qüestions importants obertes:
- es pot derivar alguna contradicció a partir dels axiomes dels Principia?
- es pot construir dins del sistema alguna afirmació matemàtica que no es pugui demostrar ni refutar dins del mateix sistema?

Aquestes qüestions quedaren respostes negativament el 1931 amb el teorema d'incompletesa de Gödel. El teorema demostrà que no es pot utilitzar l'aritmètica bàsica per a demostrar la seva pròpia consistència, de manera que tampoc es pot utilitzar per a demostrar la consistència de cap sistema més fort. És a dir, que l'afirmació "no hi ha contradiccions en el sistema dels Principia" no es pot demostrar ni refutar en el mateix sistema dels Principia, llevat que hi hagi contradiccions en el sistema (cas en què es pot demostrar que l'afirmació és alhora certa i falsa).